# Luka (single)
Luka is een nummer van de Amerikaanse zangeres Suzanne Vega. Het nummer is afkomstig van het album Solitude Standing uit 1987. Op 1 mei dat jaar werd het nummer wereldwijd op single uitgebracht.

## Achtergrond
De plaat gaat over kindermishandeling en werd in een aantal landen een hit. In Vega's thuisland de Verenigde Staten bereikte de plaat de 3e positie in de Billboard Hot 100. In Canada werd de 5e positie bereikt, in Australië de 21e, in Nieuw-Zeeland de 8e, Zuid-Afrika de 3e, Zweden de 2e, Ierland de 11e en in het Verenigd Koninkrijk de 23e positie in de UK Singles Chart.
In Nederland was de plaat op zaterdag 23 mei 1987 Favorietschijf bij de NCRV op Radio 3 en werd een radiohit in de destijds twee hitlijsten op de nationale publieke popzender. De plaat bereikte de 40e positie in de Nationale Hitparade Top 100 en piekte op een 26e positie in de Nederlandse Top 40. In de Europese hitlijst op Radio 3, de TROS Europarade, werd géén notering behaald.
In België bereikte de plaat de 33e positie in de voorloper van de Vlaamse Ultratop 50 en de 29e positie in de Vlaamse Radio 2 Top 30.
Sinds de allereerste editie in december 1999, is de plaat een jaarlijks terugkerende notering (behalve in 2000) in de NPO Radio 2 Top 2000 van de Nederlandse publieke radiozender NPO Radio 2, met als hoogste notering een 727e positie in 1999.
Op zondagavond 30 december 2018 werd een reportage van Leo Blokhuis over het ontstaan van de plaat vertoond in het televisieprogramma Top 2000 à Go-Go op NPO 3.

## Hitnoteringen

### Nederlandse Top 40
| Hitnotering: 27-06-1987 t/m 18-07-1987 | Hitnotering: 27-06-1987 t/m 18-07-1987 | Hitnotering: 27-06-1987 t/m 18-07-1987 | Hitnotering: 27-06-1987 t/m 18-07-1987 | Hitnotering: 27-06-1987 t/m 18-07-1987 | Hitnotering: 27-06-1987 t/m 18-07-1987 |
| Week:                                  | 1                                      | 2                                      | 3                                      | 4                                      |                                        |
| -------------------------------------- | -------------------------------------- | -------------------------------------- | -------------------------------------- | -------------------------------------- | -------------------------------------- |
| Positie:                               | 32                                     | 26                                     | 26                                     | 37                                     | uit                                    |

### Nationale Hitparade Top 100
Hitnotering: 06-06-1987 t/m 01-08-1987. Hoogste notering: #40 (2 weken).

### NPO Radio 2 Top 2000
| Nummer met noteringen in de NPO Radio 2 Top 2000 | '99 | '00 | '01 | '02  | '03  | '04  | '05  | '06  | '07  | '08  | '09  | '10  | '11  | '12  | '13  | '14  | '15  | '16  | '17  | '18  | '19  | '20  | '21  | '22  | '23  | '24  |
| ------------------------------------------------ | --- | --- | --- | ---- | ---- | ---- | ---- | ---- | ---- | ---- | ---- | ---- | ---- | ---- | ---- | ---- | ---- | ---- | ---- | ---- | ---- | ---- | ---- | ---- | ---- | ---- |
| Luka                                             | 727 | -   | 967 | 1177 | 1109 | 1192 | 1301 | 1406 | 1359 | 1300 | 1684 | 1454 | 1447 | 1402 | 1449 | 1446 | 1853 | 1984 | 1961 | 1746 | 1482 | 1574 | 1668 | 1594 | 1830 | 1672 |

1. ↑  Een '-' betekent dat het nummer niet was genoteerd en een vetgedrukt getal geeft de hoogste notering aan.